# Den stora flykten
Den stora flykten är en amerikansk actionfilm från 1963 av John Sturges med Steve McQueen, Richard Attenborough och James Garner m.fl.

## Handling
Andra världskriget. Tyskarna har byggt ett specialläger för de mest rymningsbenägna krigsfångarna och lägerchefen von Luger har gjort klart för fångarna att han inte tänker låta någon rymma. Men fångarna där, ledda av Bartlett, tänker gräva tre tunnlar från sina baracker till den omgivande skogen.

## Om filmen
Filmen är baserad på en verklig händelse när 70 allierade fångar rymde från det tyska fånglägret Stalag Luft III i mars 1943. Samma flykt hade redan filmatiserats 1953 i Fångläger nr 17 av Billy Wilder.

## Skådespelare (i urval)
- Steve McQueen - Capt. Hilts "The Cooler King"
- James Garner - Flight Lt. Hendley "The Scrounger"
- Richard Attenborough - Squadron Leader Roger Bartlett "Big X"
- James Donald - Group Captain Ramsey "The SBO"
- Charles Bronson - Flight Lt. Danny Velinski "Tunnel King"
- Donald Pleasence - Flight Lt. Colin Blythe "The Forger"
- James Coburn - Flying Officer Louis Sedgwick "The Manufacturer"
- Gordon Jackson - Flight Lt. Andrew MacDonald "Intelligence"
- John Leyton - Flight Lt. William "Willie" Dickes "Tunnel King"
- David McCallum - Lt. Cmdr. Eric Ashley-Pitt "Dispersal"
- William Russell - Sorren
- Angus Lennie - Flying Officer Archibald "Archie" Ives "The Mole"
- Nigel Stock - Flight Lt. Dennis Cavendish "The Surveyor"
- Jud Taylor - Goff
- Robert Desmond - Griffith "Tailor"
- Lawrence Montaigne - Haynes "Diversions"
- Robert Graf - Werner "The Ferret"
- Hannes Messemer - Von Luger "The Kommandant"
- Harry Riebauer - Strachtwitz